# Katharina Sieverding
Katharina Sieverding (Praga, 16 de noviembre de 1944) es una fotógrafa alemana conocida por sus autorretratos. Vive y trabaja en Berlín y Düsseldorf. Es profesora de la Universidad de las Artes de Berlín.

## Biografía
Sieverding comenzó sus estudios en la Academia de Bellas Artes de Düsseldorf en 1964. Allí estudió escenografía con Teo Otto, junto a Georg Klusemann y Jörg Immendorff. En 1967, se incorporó a la clase de escultura impartida por el artista Joseph Beuys. Entre sus compañeros de estudios, se encontraban Imi Knoebel y Blinky Palermo. Entre 1971 y 1974, participó en las clases de cine de la Academia de Bellas Artes de Düsseldorf, y más tarde, en 1976, en el Programa de Estudios Independientes en el Museo Whitney de Arte Estadounidense.

## Obra
La obra de Sieverding está compuesta por autorretratos. Utiliza las técnicas de silueta, contraste y primeros planos para hacer que la fotografía sea más reveladora de sí misma. En una de sus series, creada en 1969, tiñó todos los grabados de un escarlata profundo, y en otra se pintó la cara de oro. Su trabajo a menudo hace referencia a la sociedad y el individuo y muestra la familiaridad del yo y la distancia de los demás. A veces, pone varios retratos juntos en una sola pieza. Cada retrato llena el encuadre de manera que muestre la presencia del yo. 
Maton (1969-1972) es una de sus primeras series fotográficas y está compuesta por retratos de la artista realizados en un fotomatón. Estos retratos reaparecen en Stauffenberg-Block en 1969, una serie de 16 fotografías de gran formato cuyo título hace referencia al oficial alemán Claus von Stauffenberg quien intentó en un atentado fallido asesinar al dictador Adolf Hitler en 1944. Vistas en secuencia, las expresiones de los rostros se mantienen fijas: boca cerrada sin sonreír y ojos ligeramente ladeados hacia arriba. Al experimentar con el medio, Sieverding solidificó los originales de gelatina de plata y luego usó un filtro rojo para teñir las imágenes.En el Museo de Arte Contemporáneo Helga de Alvear de Cáceres (España) encontramos las ediciones Stauffenberg-Block VIII / XVI de esta serie. Sonne um Mitternacht schauen (Para mirar el sol a medianoche) de 1973, otra serie de 56 capítulos, muestra retratos individuales del rostro de la artista pintado con polvo de oro brillante. Otra obra, Motorkamera (1973/1974), la componen 336 retratos individuales en blanco y negro de Sieverding y su compañero Klaus Mettig en una serie de posturas íntimas. Esta obra será el punto de partida para otra serie fundamental de este período,Transformer (1973), donde se presentan proyecciones de gran formato de retratos andróginos en varias capas. Otra serie de autorretratos es Nachtmensch (Amante de la noche) de 1982, con fotografías donde la artista emplea la técnica Cibachrome o "dye destruction". Este método utiliza transparencias a color y papel especial que contiene los colorantes necesarios en su emulsión. El papel contiene tres emulsiones de plata sensibles a diferentes luces (roja, verde y azul). Durante el revelado inicial, las sales de plata se combinan con agentes blanqueadores, culminando en la fijación y lavado de la imagen. Así, el resultado de la serie Nachtmensch son fotografías de vibrantes colores, contraponiendo tonos fríos y cálidos. Dos ediciones de esta serie se encuentran en el Museo de Arte Contemporáneo Helga de Alvear de Cáceres (España). Otra instalación multimedia posterior es Untitled (1993), constituida por ocho autorretratos, cada uno de ellos con tres partes, unidas por una banda vertical de pigmento azul eléctrico.
Desde 1975, Sieverding, junto con Mettig, ha hecho declaraciones políticas a través de su trabajo fotográfico utilizando la historia alemana y estadounidense como base. Durante el periodo de 1976-78, la artista viajó a China y Estados Unidos donde recolectó propaganda visual para explorar más a fondo las comunicaciones simbólicas en juego entre las imágenes y los textos comercializados masivamente. Un ejemplo es la monumental fotografía IX compuesta por cuatro partes, sacada en una azotea de la ciudad de Nueva York durante su estancia en la ciudad en 1977. En esta fotografía, Sieverding aparece envuelta en un mar negro, agarrando un vaso con una mano y posando la otra sobre su cabeza. Haciendo referencia al conocido apagón de Nueva York en la noche de verano del 13 de julio de 1977, con las palabras "THE GREAT WHITE WAY GOES BLACK" impresas en su rostro.
Frecuentemente su trabajo ha desencadenado debates sobre cuestiones políticas, sociales o culturales contemporáneas. Un ejemplo son sus instalaciones de carteles Deutschland wird Deutscher, hechas en colaboración con Klaus Biesenbach (1993) y Die Pleite en el Gran Berlín (2005). En 1992, Sieverding recibió el encargo de diseñar el monumento dedicado a los parlamentarios perseguidos en la República de Weimar,  en el Reichstag de Berlín. En 1995 organizó el ciclo de conferencias "No importa los noventa" junto con Klaus Biesenbach, con quien estudió en la Universidad de las Artes de Berlín desde 1993 hasta 1998.
Mientras estuvo de profesora invitada en la Academia del Arte de China en Hangzhou / Shanghai, Sieverding produjo Shanghai (2002-2003), una película que consta de dos ciclos de cinco minutos y que documenta la vida callejera de la ciudad y sus alrededores.

### Fotografías destacadas
- "La gran vía blanca se vuelve negra"
- "Maton" (1969-1972)
- "Stauffenberg-Block" (1969)
- "Motorkamera" (1973-1974)
- "XVII" (1980)
- "Untitled (Ultramarine)" (1993)
- "Die Sonne um Mitternacht schauen" (2017)

### Películas
- "Life-Death"
- "Beijing, Yanan, Xian, Luoyang"
- "Shanghai"

## Exposiciones relevantes
Sieverding participó en documenta Kassel en 1972, 1977 y 1982, y en 1997 expuso en el pabellón alemán de la Bienal de Venecia. Ha expuesto de  forma individual en: Deutsche Guggenheim, Berlín (1998); Museo Stedelijk, Ámsterdam (1998); Kunstsammlung NRW, Düsseldorf (1997-8); Instituto Kunst-Werke de Arte Contemporáneo, Berlín (1993); Nueva Galería Nacional de Berlín (1992);  en colectivas como: "Objectivités - La fotografía en Düsseldorf" - Museo de Arte Moderno de París (2008), Festival les Rencontres d'Arles, Francia (2010). En Estados Unidos, sus obras se han expuesto en el Museo Solomon R. Guggenheim, Nueva York; Museo Andy Warhol, Pittsburgh; Museo de Arte de Dallas, Dallas; Walker Art Center, Minneapolis, e ICA, Boston. En 2004 y 2005, el MoMA PS1 de Nueva York y Kunst-Werke Berlin presentaron un extenso estudio sobre su trabajo.